# Gibbs Technologies
Gibbs Technologies Ltd är ett företag som tillverkar amfibiefordon. De har sin verksamhet på Isle of Man.
I nuvarande modellprogram finns även Aquada, Humdinga, samt en amfibieskoter kallad Quadski. Samtliga modeller finns även i militär version.